# 서선희
서선희(徐善嬉, 1967년 1월 27일 ~ )은 대한민국의 제10·11대 전라북도 전주시의원이었다.

## 학력
- 전주근영여자고등학교 졸업
- 전북대학교 인문대학 국어국문학과 졸업

### 비학위 수료
- 전북대학교 환경대학원 환경계획 석사 졸업

## 경력
- 환경을 지키는 여성회 사무국장
- 한울생활협동좋바이사
- 진안군청 정책개발팀 도농교류 근무
- 서문초등학교 운영위원
- 전북 생명의 숲 이사
- 민주당 전북도당 부대변인
- 더불어민주당 전북도당 장애인국장
- 서신동 자율방범대 자문위원
- 전주시 2017년 결산감사 대표위원
- 2014.07 ~ 2018.06 제10대 전라북도 전주시의회 의원
- 2014.07 ~ 2016.07 제10대 전라북도 전주시의회 전반기 행정위원회 위원
- 2014.07 ~ 2016.07 제10대 전라북도 전주시의회 전반기 운영위원회 부위원장
- 2016.07 ~ 2018.06 제10대 전라북도 전주시의회 후반기 행정위원회 위원
- 2016.07 ~ 2018.06 제10대 전라북도 전주시의회 후반기 의회운영위원회 위원
- 2018.07 ~ 2018.12 제10대 전라북도 전주시의회 의원
- 2018.07 ~ 2018.12 제10대 전라북도 전주시의회 전반기 도시건설위원회 위원

## 공직선거법 위반
2017년 4월 재보궐선거에서 타 후보를 돕고자 경로당에 가전제품을 기부해 공직선거법을 위반한 혐의로 기소된 전주시의회 무소속 서선희가 2018년 12월 27일 대법원에서 형이 최종 확정됨에 따라 의원직을 상실하였다.

## 역대 선거 결과
|  | 14.96% |

|  | 13.43% |

|  | 13.43% |

|  | 38.33% |

|  | 23.98% |